# La Goulafrière
 La Goulafrière  là một xã thuộc tỉnh Eure trong vùng Normandie miền bắc nước Pháp.